# Mieke Bloemendaal-Lindhout
W.H.J. (Mieke) Bloemendaal-Lindhout (1947) is een Nederlands politicus van D66.

## Biografie
Zij heeft gewerkt bij de onderwijsbegeleidingsdienst in Den Haag en was docente Nederlands op een christelijke school voor voortgezet onderwijs, voor ze in mei 1982 benoemd werd tot burgemeester van Maasland. Enkele jaren later speelde daar de Lickebaert-affaire, toen er te veel dioxine werd aangetroffen in de agrarische producten uit dat gebied. In april 1990 volgde haar benoeming tot burgemeester van Culemborg. In 1991 was daar een ontploffing van een vuurwerkfabriek en begin 1995 kreeg ze te maken met de evacuatie van onder meer de Culemborgerwaard, vanwege hoog water. In oktober 1997 werd Bloemendaal-Lindhout de burgemeester van Leidschendam, wat ze zou blijven tot die gemeente op 1 januari 2002 fuseerde met de gemeente Voorburg tot de gemeente Leidschendam-Voorburg.